# Metaseiulus ferlai
Metaseiulus ferlai är en spindeldjursart som beskrevs av Moraes, McMurtry och Guilherme A.M.Lopes 2006. Metaseiulus ferlai ingår i släktet Metaseiulus och familjen Phytoseiidae. Inga underarter finns listade i Catalogue of Life.